# La Manga Cup
La Manga Cup to międzynarodowy towarzyski klubowy turniej piłkarski rozgrywany corocznie zimą w La Mandze (Murcja, Hiszpania). Zwykle uczestniczące klub pochodzą z krajów, w których sezon rozgrywany jest latem: Szwecja, Finlandia, Dania, Norwegia, Rosja, Ukraina oraz Stany Zjednoczone i Kanada. Pierwszy raz turniej został rozegrany w 1999 roku i wówczas wygrał go Rosenborg BK. Od tego czasu klub ten wygrywał turniej jeszcze dwa razy.

## Zwycięzcy
| Turniej              | Kraj              | Zwycięzca         |
| -------------------- | ----------------- | ----------------- |
| 2012                 | Dania             | FC Nordsjælland   |
| 2011                 | Norwegia          | Viking FK         |
| 2010                 | Norwegia          | Molde FK          |
| 2009                 | Finlandia         | FC Honka          |
| 2008 La Manga Cup II | Szwecja           | Kalmar FF         |
| 2008 La Manga Cup I  | Ukraina           | Szachtar Donieck  |
| 2007                 | Norwegia          | Vålerenga Fotball |
| 2006                 | Rosja             | Rubin Kazań       |
| 2005                 | Rosja             | Rubin Kazań       |
| 2004                 | Stany Zjednoczone | MetroStars        |
| 2003                 | Norwegia          | Rosenborg BK      |
| 2002                 | Szwecja           | Helsingborgs IF   |
| 2001                 | Norwegia          | Rosenborg BK      |
| 2000                 | Dania             | Brøndby IF        |
| 1999                 | Norwegia          | Rosenborg BK      |

### Finały
| 26 lutego 2010 | Molde FK | 2:1 | FC Nordsjælland |                   |
|                |          |     |                 | Murcja, Hiszpania |

| 26 lutego 2009 | Molde FK | 2:1 | FC Nordsjælland |                   |
|                |          |     |                 | Murcja, Hiszpania |

| 5 lutego 2009 | FC Honka | 1:1 | FC Nordsjælland |                   |
|               |          |     |                 | Murcja, Hiszpania |

| 29 lutego 2008 | Brøndby IF | 2:0 | Kalmar FF |                   |
|                |            |     |           | Murcja, Hiszpania |

| 19 lutego 2008 | Viking FK | 0:3 | Szachtar Donieck |                   |
|                |           |     |                  | Murcja, Hiszpania |